# Boon: El protector
Boon: El protector és una pel·lícula estatunidenca d'acció del 2022 dirigida per Derek Presley. S'ha doblat i subtitulat al català.
L'1 d'abril de 2022, la pel·lícula es va estrenar en DVD i vídeo a la carta mitjançant serveis d'estríming dels Estats Units.
Dos anys abans, el protagonista Neal McDonough també va assumir un paper anomenat Boon a la pel·lícula Red Stone.